# 久留米井筒屋
株式会社久留米井筒屋（くるめいづつや）は、北九州市に本社を置く百貨店井筒屋の子会社。かつては百貨店業を主な業務とし、福岡県久留米市と同県大牟田市に店舗を構えていた。閉店後は不動産管理業を主な事業とし、事実上の休眠会社となっていたが2018年12月に解散。なお、百貨店を営業していた時期は単独で日本百貨店協会に加盟していた。

## 概要

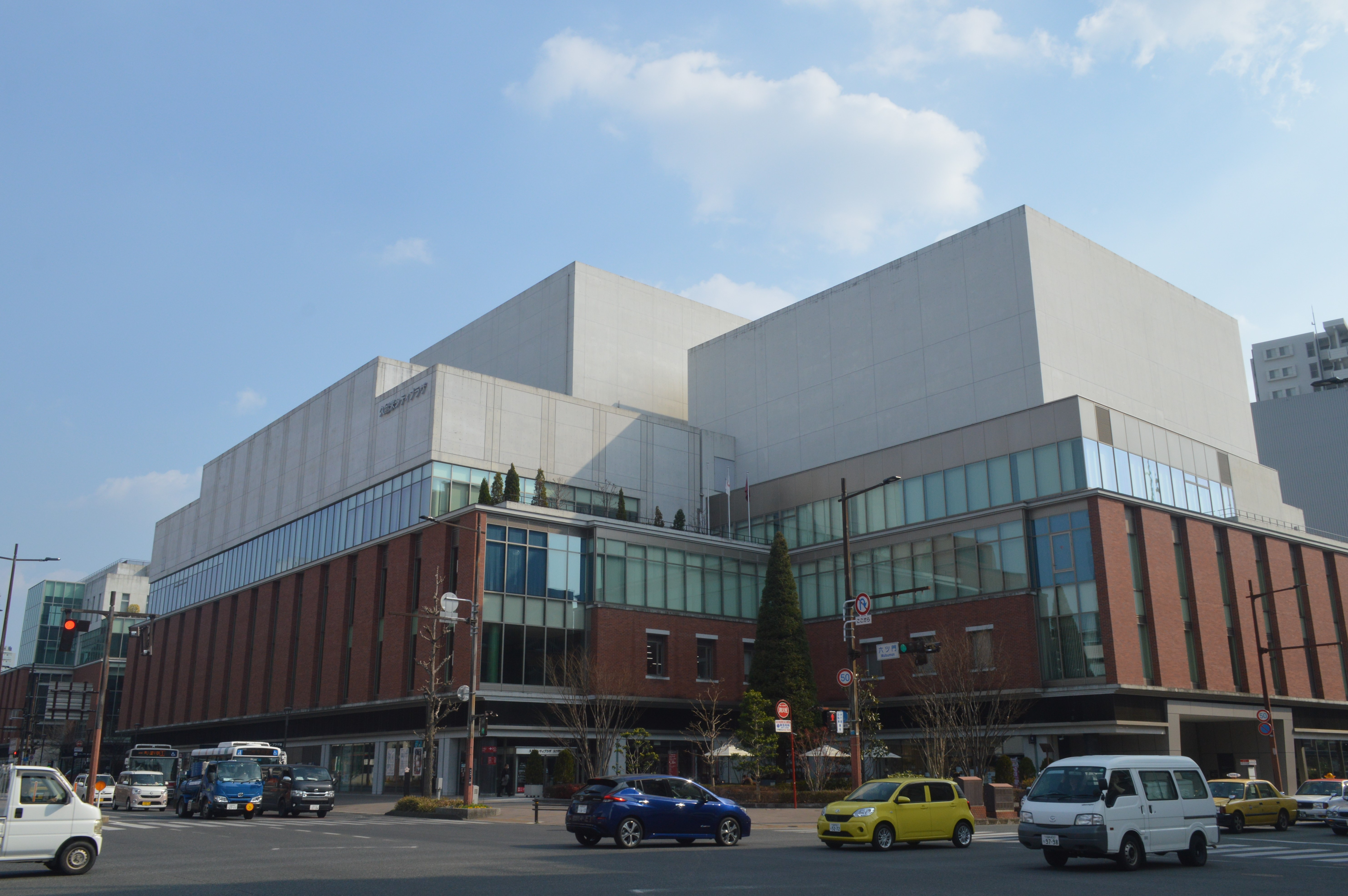
久留米井筒屋跡地に開館した久留米シティプラザ

1936年（昭和11年）8月25日に資本金100万円で「株式会社旭屋デパート（あさひやデパート）」として設立。
地元資本によって久留米市初のデパート「旭屋（あさひや）」として同市六ツ門町に開店したものが発祥である。
1962年（昭和37年）3月に井筒屋と資本提携し、株式会社久留米井筒屋に商号変更となった。
その後、西鉄久留米駅前に進出した岩田屋とともに、久留米地域の中核百貨店として親しまれたが、地域経済の衰退やダイエー六ツ門店（旧ショッパーズ久留米。現在のくるめりあ六ツ門）の閉店、福岡市天神地区の百貨店やゆめタウン久留米など郊外型商業施設との競争激化などで売り上げは減少。百貨店から「専門店」の形式に移行し、地域の特産物を扱うなど地域密着姿勢で生き残りを図るも、業績回復までには至らず、2009年（平成21年）2月28日を最後に閉店した。
久留米市六ツ門地区では最後の中核商業施設であっただけに、地元からの存続要望もあり当初は井筒屋側も地域商業の中核施設として再活用する方法を検討するとしていた。井筒屋本体の中村眞人社長（久留米井筒屋閉店とともに会長から復帰）は、久留米市から2009年（平成21年）4月末までを目処に暫定部分営業できないかどうか考えてほしいと要請されたことを明らかにしていたものの、同年3月9日に、社内で検討した結果採算が取れないことが判明したため商業施設としての再開を断念する旨を正式に表明し、久留米市における小売店事業からの撤退を決定した。
閉店後しばらくは、筑後地方の井筒屋ギフトショップの運営を続け、顧客窓口を設け問い合わせに対応していたが、のちに井筒屋グループの再編に伴い筑後ショップを閉鎖、大牟田百貨店の後継店舗運営を井筒屋本体に移したことで、久留米井筒屋そのものは不動産管理が主な業務となった。2009年（平成21年）11月30日を以て営業活動を休止し事実上の「休眠会社」に移行。2018年12月に、解散および2019年2月の清算が発表された。
なお、店舗の建物は閉店後しばらく空家状態のままとなっていたが、2011年（平成23年）3月から解体工事が始まり、跡地は周辺の土地と一体で再開発され、コンサート用ホールやコンペンション機能を併用した交流施設「久留米シティプラザ」は2016年（平成28年）4月27日に開設した。

## 閉鎖した店舗
- 久留米店
- 大牟田店

大牟田市の西日本鉄道（西鉄）天神大牟田線新栄町駅前に1970年（昭和45年）オープン。大牟田松屋とともに大牟田・荒尾地域の百貨店として親しまれたが、石炭産業の衰退や郊外店との競争などが原因で売り上げは減少、2000年（平成12年）12月に閉店した。閉店後、建物は関連会社が期間限定の店舗を開設したのち解体された。跡地は地下部分の構造物に水が溜まったまま放置され、一時期ため池のようになっていたがその後埋め立てられた。整地後の土地にはマンション建設の予告看板があるものの、2013年現在着工の目処は立っていない。
- 井筒屋筑後ショップ - ギフトショップ・外商窓口